# Spurs Sports & Entertainment
O grupo Spurs Sports & Entertainment L.L.C. (SS&E) é uma empresa que administra diversos clubes esportivos, tendo o principal o San Antonio Spurs, time de Basquete na NBA.

## Propriedades

### San Antonio Spurs
O San Antonio Spurs de basquete de San Antonio que disputa a NBA. É uma das equipes mais tradicionais da competição.  A equipe é pentacampeã da NBA, ganhando em 1999, 2003, 2005, 2007 e 2014. O brasileiro Tiago Splitter , que se uniu à equipe em 2010, tornou-se o primeiro brasileiro a ganhar um título da NBA em 2014.

#### AT&T Center
O AT&T Center é o ginásio do San Antonio Spurs, e que tem capacidade para 18,581 nas partidas de basquete. Pertence ao Spurs Sports & Entertainment e tem seu naming rights ligado a empresa de telefonia AT&T

### San Antonio Rampage
O San Antonio Rampage é uma equipe de hóquei que disputa a American Hockey League.

### San Antonio FC
O San Antonio FC é uma equipe de futebol que atualmente disputa a USL

### San Antonio Stars
O San Antonio FC é uma equipe de basquete que atualmente disputa a Women's National Basketball Association (WNBA)

### Austin Spurs
O Austin Spurs é uma equipe de basquete que atualmente disputa a NBA Development League (WNBA). É a única equipe do grupo que não está situado em San Antonio, mas sim em Austin.